# Saint-Georges-de-Reintembault
Saint-Georges-de-Reintembault (tiếng Breton: Sant-Jord-Restembaod) là một xã của tỉnh Ille-et-Vilaine, thuộc vùng Bretagne, miền tây bắc nước Pháp.

## Dân số
Người dân ở Saint-Georges-de-Reintembault được gọi là Reintembaultois.
Điều tra dân số năm 1999, xã này có dân số là 1.682 người.
Đánh giá năm 2007 là khoảng 1.626 người.